# Lestes undulatus
Lestes undulatus là loài chuồn chuồn trong họ Lestidae. Loài này được Say mô tả khoa học đầu tiên năm 1840.